# Paraia bracteata
Paraia bracteata är en lagerväxtart som beskrevs av J.G. Rohwer, H.G. Richter & H. van der Werff. Paraia bracteata ingår i släktet Paraia och familjen lagerväxter. Inga underarter finns listade i Catalogue of Life.